# Albert Pehar
Albert Pehar, hrvatski novinar i bivši nogometaš iz Bosne i Hercegovine.

## Životopis
U prvenstvu Herceg-Bosne igrao je za čitlučko Brotnjo i Ljubuški. Kasnije se bavio i malim nogometom.
Novinarstvom se bavi od 1999. godine. Bio je urednik i novinar na Hercegovačkoj TV i Našoj TV, a od osnivanja 2019. radi na RTV Herceg-Bosne. Voditelj je i urednik emisija Portret prvaka i Sprint.
Autor je dokumentarnih filmova o nogometnom vrataru Krešimiru Bandiću i sportskom novinaru Ivanu Ćubeli. Također, autor je filma Paragvaj - Herceg-Bosna, Asuncion '96 koji govori o prvoj utakmici reprezentacije Herceg-Bosne.

## Djela
- Na Olimpu Herceg-Bosne, 2022. (suautor)[7]